# جيمس مونرو ميلر
جيمس مونرو ميلر (بالإنجليزية: James Monroe Miller)‏ هو محامي وسياسي أمريكي، ولد في 6 مايو 1852، وتوفي في 20 يناير 1926 في كونسول غروف في الولايات المتحدة. حزبياً، نشط في الحزب الجمهوري. وقد انتخب عضو مجلس نواب كنساس وانتخب عضو مجلس النواب الأمريكي.